# Ackermann-halmazelmélet
Az Ackermann-halmazelmélet (rövidítés: A) egy alternatív halmazelmélet, amelyet Wilhelm Ackermann dolgozott ki és publikált 1956-ban. Ackermann axiómarendszere később a standard Zermelo-Fraenkel halmazelmélet konzervatív kiterjesztésének bizonyult. Az A elmélet osztályrealista, vagyis a Neumann–Bernays–Gödel-halmazelmélethez (NBG) hasonlóan megengedi kötött osztályváltozók használatát.

## Nyelvi keretek
Az A elmélet standard elsőrendű nyelvet használ két nem-logikai primitívummal: {\displaystyle \in } kétargumentumú relációjel, M pedig egyargumentumú. A változók értékei a nyelv szándékolt interpretációjában osztályok. Az osztályok egy része halmaz, a többi valódi osztály. A változók alapértelmezésben nagybetűsek. „X{\displaystyle \in }Y” szándékolt jelentése: „az X osztály eleme az Y osztálynak”; „M(X)” szándékolt jelentése: „az X osztály halmaz”.
A kisbetűs változókat halmazokra korlátozzuk. Meghatározásuk:
| {\displaystyle \forall x\ \varphi (x)\ } | {\displaystyle \ \Leftrightarrow }def | {\displaystyle \forall X\ (M(X)\rightarrow \varphi (X))} |
| {\displaystyle \exists x\ \varphi (x)}   | {\displaystyle \Leftrightarrow }def   | {\displaystyle \exists X\ (M(X)\land \varphi (X))}       |
| {\displaystyle \varphi (x)}              | {\displaystyle \Leftrightarrow }def   | {\displaystyle M(X)\land \varphi (X)}                    |

## Axiómák
Az A elmélet axiómái:
Extenzionalitás: Különböző osztályok legalább egy elemükben eltérnek. Formulával:
{\displaystyle \forall X\ \forall Y\ (X=Y\ \leftrightarrow \ \forall Z\ (Z\in X\leftrightarrow Z\in Y))}
Osztálykomprehenzió: Tetszőleges elsőrendű tulajdonság (X-ben nyitott formula tetszőleges paraméterekkel) meghatároz egy osztályt, amelynek elemei halmazok. Formulasémával:
{\displaystyle \forall U_{1}\dots \forall U_{n}\ \exists Y\ \forall X\ (X\in Y\ \leftrightarrow \ (M(X)\land \varphi (X,U_{1},\dots ,U_{n})))}
(U1, …, Un a paraméterek; {\displaystyle \varphi } tetszőleges formulát rövidít, amelyben az X,U1, …, Un változókon kívül más változónak nincs szabad előfordulása; Y a tulajdonság által meghatározott osztály.)
Halmazkomprehenzió: Ha egy elsőrendű tulajdonság (X-ben nyitott nyitott formula)
1. összes paramétere halmazváltozó,
2. nem tartalmazza az M predikátumot és
3. az adott paraméterekkel csak halmazokra igaz,

akkor az általa meghatározott osztály halmaz. Formulasémával:
{\displaystyle \forall u_{1}\dots \forall u_{n}\ (\forall X\ (\varphi (X,u_{1},\dots ,u_{n})\rightarrow M(X))\ }
{\displaystyle \rightarrow \ \exists y\ \forall X\ (X\in Y\ \leftrightarrow \ (M(X)\land \varphi (X,u_{1},\dots ,u_{n}))))}
(Itt u1, …, un a paraméterek; {\displaystyle \varphi } tetszőleges formulát rövidít, amelyben az X,u1, …, un változókon kívül más változónak nincs szabad előfordulása; y a tulajdonság által meghatározott halmaz.)
Elemaxióma: Halmazok elemei halmazok. Formulával:
{\displaystyle \forall X\ \forall y\ (X\in y\rightarrow M(X))}
Részhalmazaxióma: Halmazok részhalmazai halmazok. Formulával:
{\displaystyle \forall X\ \forall y\ (\forall Z\ (Z\in X\rightarrow Z\in y)\rightarrow M(X))}
Halmazregularitás: Ha egy halmaznak van eleme, akkor olyan eleme is van, amellyel nincs közös eleme. Formulával:
{\displaystyle \forall x\ (\exists y\ y\in x\ \rightarrow \ \exists y\ (y\in x\land \lnot \exists z\ (z\in x\land z\in y)))}

## A paradoxonok elkerülése

### Cantor-paradoxon
Tekintsük az összes halmaz V osztályát:
{\displaystyle V=}def{\displaystyle \{x:x=x\}}
Ha nem lennének valódi osztályok, akkor a tautologikus „X = X” tulajdonság csak halmazokra lenne igaz; következésképpen a halmazkomprehenziós séma miatt V halmaz volna. Később látni fogjuk, hogy ekkor V hatványosztálya is halmaz lenne; így előállna a Cantor-paradoxon. Következésképpen vannak valódi osztályok, és V egy közülük.
(Ha a paradoxon kikényszerítésére törekedve V-t az {x: M(x)} absztrakcióval vezettük volna be, akkor az M jel szerepeltetése miatt nem lenne alkalmazható a halmazkomprehenzió.)
A példának van egy nagyon fontos következménye. Ha A-ban definiálható volna az M jel, akkor a definiáló formulára alkalmazhatnánk a halmazkomprehenziót, V tehát halmaznak bizonyulna, és így visszajutnánk a Cantor-paradoxonhoz. Tehát M nem lehet definiálható. Így például a következő definíciós kísérletnek is hibásnak kell lennie:
*{\displaystyle M(X)\Leftrightarrow }def{\displaystyle \exists Y\ X\in Y}
Ez a meghatározás korrekt NBG-ben és az azzal rokon elméletekben, de A-ban nem. Itt léteznie kell legalább egy olyan valódi osztálynak, amely eleme egy valódi osztálynak. A következő szakaszban látni is fogunk ilyet.

### Russell-paradoxon
Tekintsük a Russell-osztályt, vagyis az önmagukat elemként nem tartalmazó halmazok osztályát:
{\displaystyle R=\{x:x\notin x\}}
Ha R halmaz lenne, akkor előállna a Russell-paradoxon. De a halmazkomprehenzió nem kényszeríti ki, hogy R halmaz legyen, mivel V valódi osztály és {\displaystyle V\notin V}, tehát az „{\displaystyle X\notin X}” tulajdonság nem csak halmazokra igaz. (Az „{\displaystyle M(X)\land X\notin X}” változat már csak halmazokra igaz; de szerepel benne M.)

### Burali-Forti paradoxon
Vezessük be a rendszámokat a szokásos Neumann-féle meghatározással, külön halmazokra és külön osztályokra. Halmazrendszámon olyan halmazt értünk, amely tranzitív, és amelyet az {\displaystyle \in } reláció jólrendez; osztályrendszámon pedig olyan osztályt, amely az iménti tulajdonságokkal bír. Egy {\displaystyle \alpha } rendszám rákövetkezőjét is a szokásos módon definiáljuk:
{\displaystyle \alpha +1=}def{\displaystyle \alpha \cup \{\alpha \}}
Az osztálykomprehenziós axiómasémából következik, hogy létezik a halmazrendszámok Ord osztálya. A szokásos módon bizonyítható, hogy ez egy osztályrendszám. Ha halmaz lenne, előállna a Burali-Forti paradoxon; tehát Ord valódi osztály.
Kérdés, hogy az NBG elmélethez hasonlóan A-ban is ez-e az egyetlen valódi osztályrendszám. Tegyük fel, hogy igen. Ekkor csak a halmazrendszámoknak van rákövetkezője. Tekintsük azt az elsőrendű tulajdonságot, hogy „X osztályrendszám és X-nek nincs rákövetkezője”. Ebben nincs paraméter, csak halmazokra igaz, és nem szerepel benne az M predikátum; tehát a halmazkomprehenziós séma értelmében meghatároz egy halmazt; éspedig az összes halmazrendszám Ord halmazát. Így visszajutottunk a Burali-Forti paradoxonhoz; a feltevést tehát el kell vetni.
A fentiek következtében kell, hogy létezzen legalább egy olyan osztályrendszám, amelynek van rákövetkezője. Így a halmazrendszámokhoz hasonlóan az osztályrendszámok is jólrendezett hierarchiába rendeződnek: Ord, Ord + 1, Ord + 2 stb. Mivel {\displaystyle \forall X\ X\in X+1}, a valódi osztályrendszámok konkrét példát adnak olyan valódi osztályokra, amelyek elemei más valódi osztályoknak.

## Néhány tétel
- Létezik üres halmaz. (Vö. üreshalmaz-axióma.)

Bizonyítás: A „{\displaystyle \forall X\ (X\neq X\rightarrow M(X))}” formula logikai igazság és M nem szerepel „{\displaystyle X\neq X}”-ben; így a halmazkomprehenziós axióma értelmében az {\displaystyle \emptyset =\{x:x\neq x\}} osztály halmaz.
- Bármely két halmaz párosztálya halmaz. (Vö. páraxióma.)

Bizonyítás: Az „{\displaystyle M(U)\land M(U')\land \forall X\ ((X=U\lor X=U')\rightarrow M(X))}” formula következik az „{\displaystyle M(U)\land M(U')}” feltevésből; továbbá M nem szerepel „{\displaystyle x=u\lor x=u'}”-ben. Így az {\displaystyle \{u,u'\}=\{x:x=u\lor x=u'\}} osztály halmaz.
- Bármely halmaz unióosztálya halmaz. (Vö. unió-axióma.)

Bizonyítás: Az „{\displaystyle M(U)\land \forall X\ (\exists Z\ (X\in Z\land Z\in U))\rightarrow M(X))}” formula következik az „{\displaystyle M(U)}” feltevésből és az elemaxiómából; továbbá M nem szerepel „{\displaystyle \exists Z\ (X\in Z\land Z\in u)}”-ban. Így az {\displaystyle \{x:\exists Z\ (X\in Z\land Z\in u)\}} osztály halmaz.
- Bármely halmaz hatványosztálya halmaz. (Vö. hatványhalmaz-axióma.)

Bizonyítás: Az „{\displaystyle M(U)\land (\forall X\ (X\subseteq U\rightarrow M(X))}” formula következik az „{\displaystyle M(U)}” feltevésből és az részhalmazaxiómából; továbbá M nem szerepel „{\displaystyle \forall Z\ (Z\in X\rightarrow Z\in U)}”-ban. Így az {\displaystyle \{x:\forall Z\ (Z\in X\rightarrow Z\in u)\}} osztály halmaz.
- Létezik {\displaystyle \omega }, a legszűkebb induktív halmaz. (Vö. végtelenségi axióma.)

Bizonyítás: Tekintsük azt a tulajdonságot, hogy X eleme minden induktív osztálynak:
{\displaystyle \forall Y\ ((\emptyset \in Y\land \forall Z\ (Z\in Y\rightarrow Z\cup \{Z\}\in Y))\rightarrow X\in Y)}
V, az összes halmaz osztálya induktív osztály. Ha X minden induktív osztálynak eleme, akkor V-nek is. Így {\displaystyle \forall X\ (\varphi (X)\rightarrow M(X))}, továbbá {\displaystyle \varphi (X)}-ben nem szerepel M; vagyis a halmazkomprehenziós séma értelmében a legszűkebb induktív osztály, amelyet bevezet, halmaz lesz.